# 约翰·斯弥特
約翰·斯弥特（1570年—1612年）出生于英國，畢業於劍橋大學，英國聖公會的牧師，浸信會創始者。

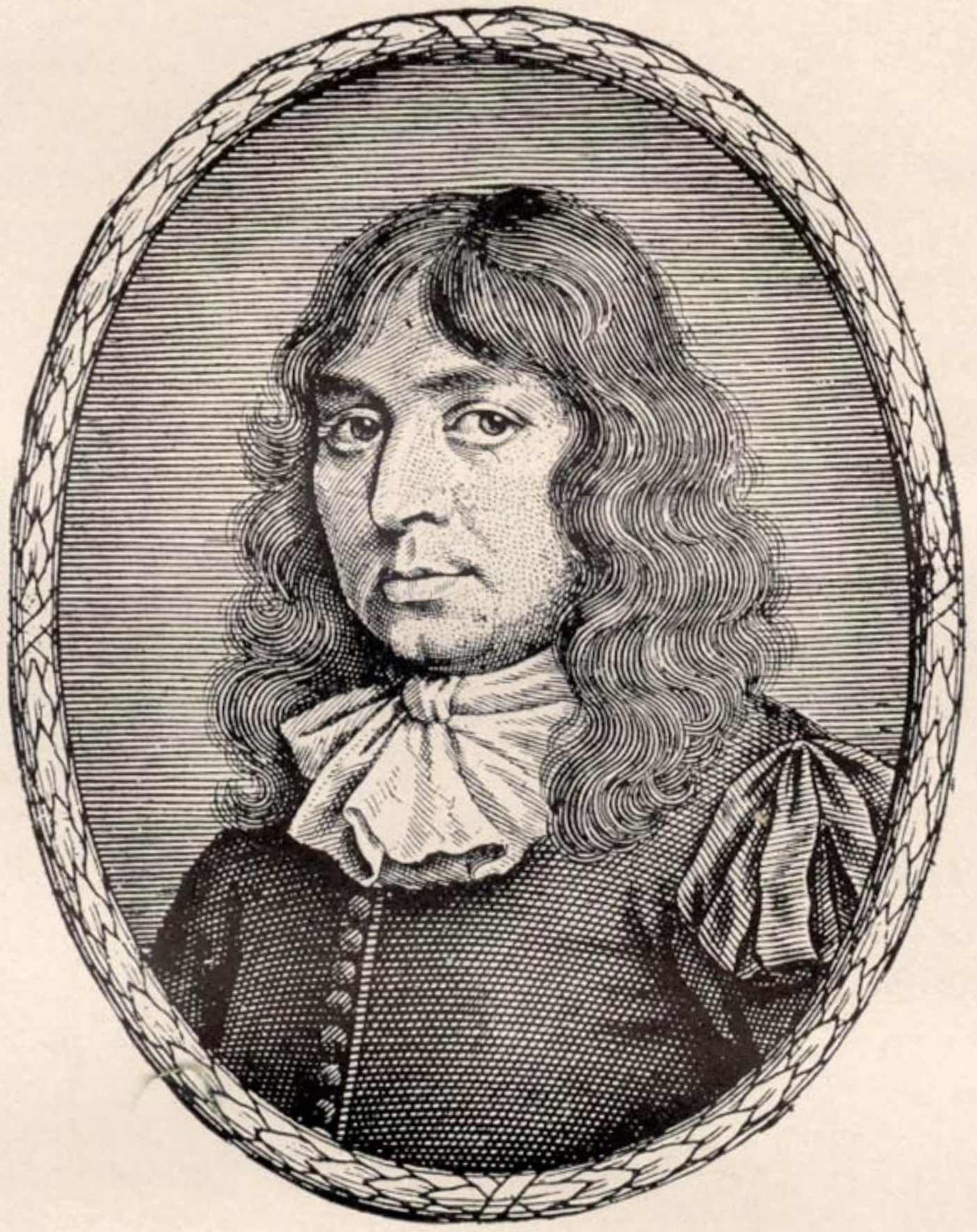
斯彌特（John Smyth）浸信會創始者

## 生平
在公元1603年，英國的國王詹姆斯一世（James I）上任，清教徒想要爭取詹姆士一世的支持和幫助，於是就有一群的清教徒在國王準備上任的路途中，遞上請願書，國王沒有正面回應他們的訴求，只有同意與他們一起開會討論，會議最重要的結果是：翻譯新的譯本聖經，於是從1607-1611年，歷時五年的時間，順利完成了新的譯本，就是英皇欽定本（King James Version；KJV），成為最受信徒喜愛閱讀的聖經翻譯版本。詹姆士一世，後來卻對清教徒施加壓力，他要求清教徒要順服體制，因此，沒有服從的人，將會受到苦害，這使清教徒感到恐慌，以致於清教徒開始逃離英國前往其他地方發展。

## 發展歷程
約翰・史密斯在干斯巴羅（Gainsborough）成立一間新的教會，因為參與聚會的人很多，沒有多久就產生分裂的情況，所以，就由分裂出來的會眾，在斯高比（Scrooby）另外建立了一間新的教會，這間教會是由充滿智慧的牧者約翰・羅賓遜（John Robinson）來承擔牧養的責任，他也是英國聖公會的牧師，在後來也和史密斯一樣採納了分離派的想法。干斯巴羅教會，在1608年從英國遷往荷蘭的阿姆斯特丹，因為當時受到英國聖公會的逼迫。隔年在斯高比的教會和會眾則由羅賓遜帶領一起離開英國前往荷蘭的萊登（Leydon）。
約翰・史密斯拒絕嬰兒洗禮，相信只有信徒才能接受洗禮，聖經是唯一的權威。他在1609年為自己施行洗禮是用澆水的方式，隨後也替教會裡的會眾施行洗禮，同時建立一間浸信會的教會。
約翰・史密斯堅持禮拜要用誠心，所以，不允許在禮拜的時候讀聖經，因為聖經譯本都是人的思想，偏離了聖經的原意，他認為禮拜是需要在神的靈感動之下來禱告、宣講神的道和唱詩。他主張要以牧師和執事的雙重領導的方式來管理教會， 與當時代改革宗是以牧師、長老、執事三重領導管理教會的模式形成了一個對比。也主張教牧人員是由教會使用權柄，就是以選舉和按手的方式來產生，同時教會也擁有制裁教牧人員的權力。
約翰・史密斯在和門諾會接觸之後，受到他們的影響，就傾向浸禮的觀念，準備要和門諾會聯合，但是，教會內部產生了一些紛爭，湯瑪斯・赫爾維（Thomas Helwys）和一些會眾反對約翰・史密斯的作法，所以，在還沒有與門諾會合併時，約翰・史密斯就因肺炎去世。
至於湯瑪斯・赫爾維和約翰・莫頓（John Murton）則帶領一部分教會的會眾，返回之前因為受到逼迫而逃離的英國，並且建立了第一間浸信會，又可稱為普通浸信會。而且他們所採取的是亞米念的教義，認為基督不只是為被揀選者而死，乃是為眾人而死。
湯瑪斯・赫爾維（Thomas Helwys；1550-1616），他提倡宗教自由，寫了一本：有關不公平之奧秘的簡短聲明，他將書中內容也呈上給國王，其中寫著：國王只是普通的人，不是神，沒有任何的權利可以在屬靈的事上管理百姓、制定宗教規範等等。他隨即被逮捕，最後死在獄中。